# João Marcos
João Marcos, também conhecido simplesmente como Marcos, é citado nos Atos dos Apóstolos como um assistente que acompanhava Paulo e Barnabé em suas viagens missionárias. Tradicionalmente, é considerado o mesmo Marcos, o Evangelista.

## Nos Evangelhos
É mencionado diversas vezes nos Atos dos Apóstolos, a primeira em Atos 12:12, quando São Pedro está chegando à casa de Maria (mãe de João Marcos):
| “ | «Depois de refletir, foi à casa de Maria, mãe de João, que tem por sobrenome Marcos, onde muitas pessoas estavam congregadas e oravam.» (Atos 12:12) | ” |

O próprio João Marcos aparece um pouco depois, no mesmo capítulo, como um companheiro de Paulo e Barnabé:
| “ | «Barnabé e Saulo, tendo acabado o seu serviço, voltaram de Jerusalém, levando consigo a João que tem por sobrenome Marcos.» (Atos 12:25) | ” |

Ele é novamente mencionado, pela última vez, após o Concílio de Jerusalém. Paulo (Saulo) tem uma impressão não tão boa sobre seu antigo colega, discutindo sobre ele com Barnabé em Antioquia:
| “ | «Barnabé queria levar consigo também João que tinha por sobrenome Marcos. Mas Paulo não achou justo levar consigo a quem os tinha deixado desde a Panfília e que não os tinha acompanhado no trabalho. Houve tal desavença que se separaram um do outro, e Barnabé, levando consigo a Marcos, navegou para Chipre. Mas Paulo, tendo escolhido a Silas, partiu, encomendado pelos irmãos à graça do Senhor. Ele passou pela Síria e Cilícia, fortalecendo as igrejas.» (Atos 15:37–41) | ” |

Esta é, aparentemente, a mesma situação que foi anteriormente mencionada no capítulo 13, só que com o nome de "João" apenas : 
| “ | «Tendo Paulo e seus companheiros navegado de Pafos, foram a Perge na Panfília; João, porém, apartando-se deles, voltou a Jerusalém. (Na tradução da Bíblia King James Atualizada, traz o nome completo, João Marcos)» (Atos 13:13) | ” |

Este João tinha se juntado à missão em Antioquia antes:
| “ | «Eles, pois, enviados pelo Espírito Santo, desceram a Selêucia, e dali navegaram para Chipre e, chegados a Salamina, anunciavam a palavra de Deus nas sinagogas dos judeus; e também tinham João como ajudante.» (Atos 13:4–5) | ” |

O encontro de Paulo e Barnabé em Antioquia é, provavelmente, o chamado "Incidente em Antioquia", que Paulo menciona em sua Epístola aos Gálatas[nota a]. De acordo com Paulo, porém, a verdadeira razão foi uma disputa com São Pedro sobre a aceitação dos gentios, no qual Barnabé tinha tomado o partido de Pedro contra Paulo.

## Culto
Em Portugal, na cidade de Braga, o culto a São João Marcos é proeminente. O culto surgiu no século XII quando D. Gualdim Pais trouxe várias relíquias para Braga, após a sua participação na Segunda Cruzada e a sua estadia no Reino de Jerusalém, inclusive as de S. João Marcos tendo-as transladado para uma capela na cidade onde começaram a ser veneradas por conseguirem curar enfermidades. Devido a esta fama foi construído um hospital junto à capela e atualmente ambos os edifícios são o Hospital de São Marcos. As relíquias foram transferidas para um sarcófago de mármore em 1718, por iniciativa do arcebispo D. Rodrigo de Moura Teles.